# 무디 나자르
무디 나자르아랍어: مودي النجار, 2000년 6월 20일~)는 시리아와 오스트레일리아의 축구 선수이다.

## 참고 문헌
- “무디 나자르”. 《화성 FC》. 화성에프씨.